# Château du Plessis-Chamant
Le château du Plessis-Chamant est un ancien château, situé sur la commune de Chamant, dans le département de l'Oise, détruit en 1960.

## Historique

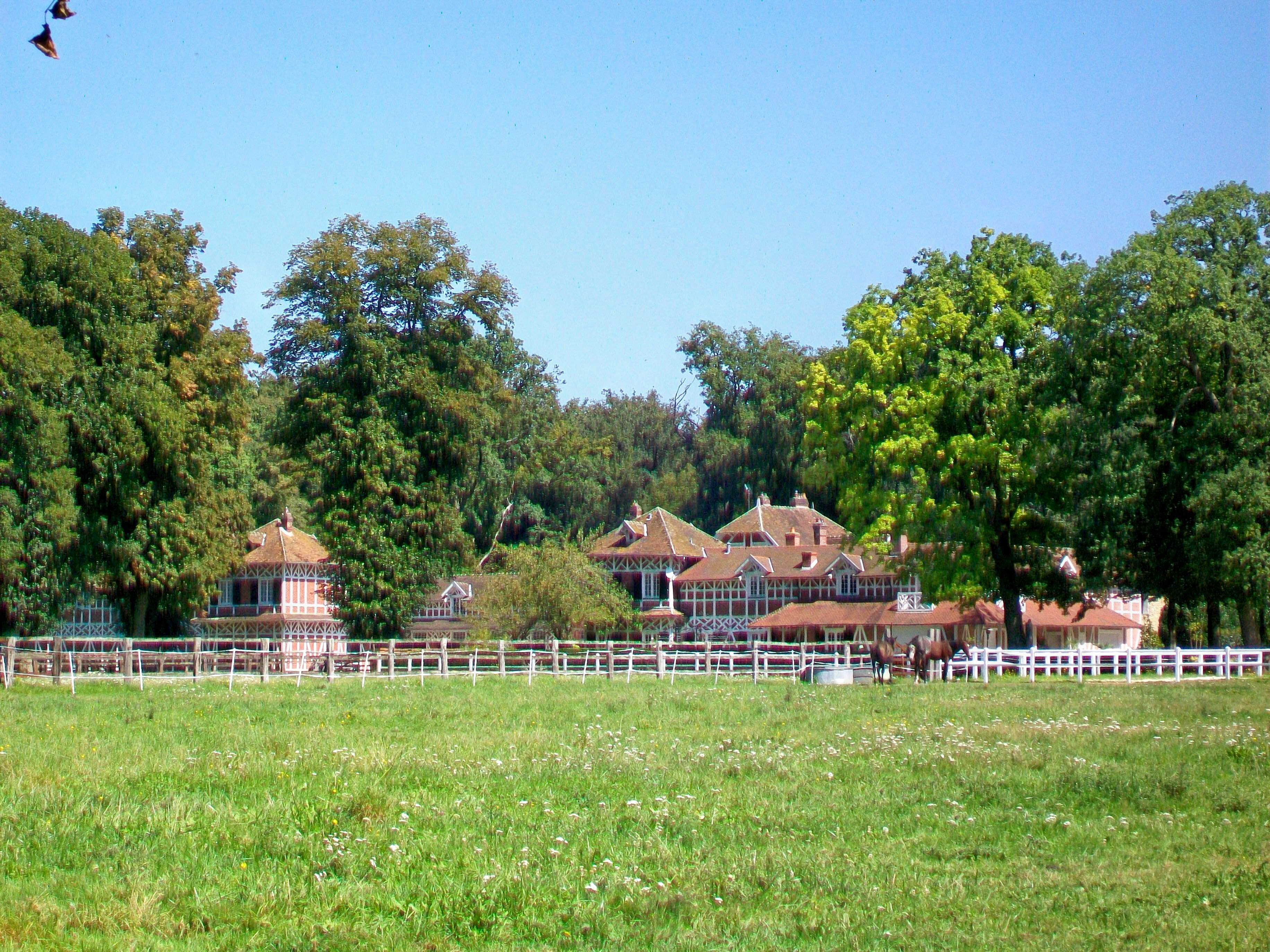
Haras de Plaisance du Plessis-Chamant.

Le château appartint au marquis de Saint-Simon qui y mourut en 1690. Il a été habité par Lucien Bonaparte.  Sa première épouse, Christine Boyer (1773-1800), fut inhumée dans le parc. Il a été inscrit aux Monuments historiques par arrêté du 17 décembre 1948. Cette protection n'a pas empêché la démolition du château du Plessis-Chamant en 1960.